# Eustiromastix
Eustiromastix là một chi nhện trong họ Salticidae.